# Jasionowo (gmina Szypliszki)
Jasionowo – wieś w Polsce położona w województwie podlaskim, w powiecie suwalskim, w gminie Szypliszki.
W latach 1975–1998 miejscowość należała administracyjnie do województwa suwalskiego.

## Urodzeni w Jasionowie
- Józef Czyż – polski żołnierz antykomunistycznego oddziału partyzanckiego, członek młodzieżowej organizacji niepodległościowej Harcerska Grupa Pogromców Komunizmu (przekształcona później w Konspiracyjną Organizację Młodzieżową)[7].